# 5-й окремий стрілецький батальйон (Україна)
5-й окремий стрілецький батальйон (5 ОСБ) — українське військове формування Сухопутних Військ ЗСУ у складі 118 окремої механізованої бригади. Сухопутних військ Збройних Сил України. 

## Історія
Батальйон створено 3 березня 2022 року в місті Ужгород, на фондах Закарпатського ОТЦК та СП, особовий склад комплектувався мобілізованими добровольцями які першими відгукнулися на ворожу агресію. Свій перший бій батальйон прийняв у квітні 2022 на Луганщині, де у складі Сил оборони стримував ворожий наступ на Сєверодонецьк та Лисичанськ. Після відновлення боєздатності батальйон повернувся до виконання бойових завдань. В історії батальйону залишаться захист прикордоння Чернігівщини, Авдіївська оборонна операція та бої за Роботине на Південному напрямку.